# Красные Ключи (Кемеровская область)
Кра́сные Ключи́ — посёлок в Крапивинском районе Кемеровской области. Входит в состав Барачатского сельского поселения.

## География
Центральная часть населённого пункта расположена на высоте 176 м над уровнем моря.

## Население
| 2010 |
| ---- |
| 531  |

### Половой состав
По данным Всероссийской переписи населения 2010 года, в посёлке Красные Ключи проживало 531 человек (258 мужчин, 273 женщины).